# Боровая, Татьяна Геннадьевна
Татьяна Геннадьевна Боровая (род. 27 марта 1950 года) — советский и российский эмбриолог, член-корреспондент РАМН (2002), член-корреспондент РАН (2014).
Доктор медицинских наук, профессор, главный научный сотрудник лаборатории анатомии микроорганизмов НИИ эпидемиологии и микробиологии имени Н. Ф. Гамалеи.